# فرودگاه کاکس بازار
فرودگاه کاکس بازار (به انگلیسی: Cox's Bazar Airport) یک فرودگاه همگانی با کد یاتا CXB است که یک باند فرود آسفالت دارد و طول باند آن ۲۰۷۰ متر است. این فرودگاه در کشور بنگلادش قرار دارد و در ارتفاع ۴ متری از سطح دریا واقع شده‌است.

## شرکت‌های هواپیمایی و مقصدهای پروازی
| شرکت‌های هواپیمایی      | مقصدهای پروازی |
| ---------------------- | -------------- |
| بیمان بنگلادش ایرلاینز | شاه‌جلال        |
| نوووایر                | شاه‌جلال        |
| Regent Airways         | شاه‌جلال        |
| یونایتد ایرویز         | شاه‌جلال        |
| US-Bangla Airlines     | شاه‌جلال        |